# 歐姆接觸
欧姆接触是半导体设备上具有线性并且对称的电流-电压特性曲线（I-V curve）的区域。如果电流-电压特性曲线不是线性的，这种接触便叫做肖特基接触。典型的欧姆接触是溅镀或者蒸镀的金属片，这些金属片通过光刻製程布局。低电阻，稳定接触的欧姆接触是影响集成电路性能和稳定性的关键因素。它们的制备和描绘是电路制造的主要工作。

## 理论
任何两种相接触的固体的费米能级（Fermi level，或者严格意义上，化学势）必须相等。  费米能级和真空能级的差值称作功函数。接触金属和半导体具有不同的功函数，分别记为{\displaystyle \phi _{M}}和{\displaystyle \phi _{S}}。当两种材料相接触时，电子将会从低功函（高Fermi level）一边流向另一边直到费米能级相平衡。从而，低功函（高Fermi level）的材料将带有少量正电荷而高功函（低Fermi level）材料则会变得具有少量负电荷。最终得到的静电势称为内建场记为{\displaystyle V_{bi}}。这种接触电势将会在任何两种固体间出现并且是诸如二极管整流现象和熱电效应等的潜在原因。内建场是导致半导体连接处能带弯曲的原因。明显的能带弯曲在金属中不会出现因为他们很短的屏蔽长度意味着任何电场只在接触面间无限小距离内存在。

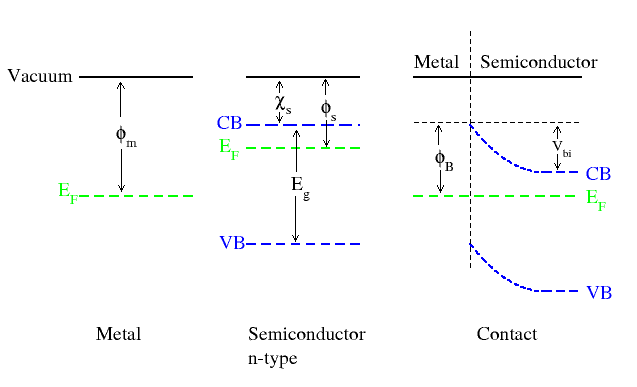
欧姆接触或肖特基势垒形成于金属与n型半导体相接触。

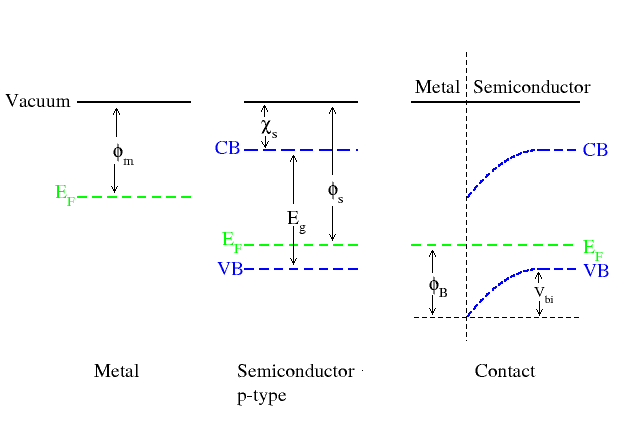
欧姆接触或肖特基势垒形成于金属与p型半导体相接触。

在经典物理图像中，为了克服势垒，半导体载流子必须获得足够的能量才能从费米能级跳到弯曲的导带顶。穿越势垒所需的能量{\displaystyle \phi _{B}}是内建势及费米能级与导带间偏移的总和。同样对于n型半导体，{\displaystyle \phi _{B}=\phi _{M}-\chi _{S}}当中{\displaystyle \chi _{S}}是半导体的电子亲合能（electron affinity），定义为真空能级和导带（CB）能级的差。对于p型半导体，{\displaystyle \phi _{B}=E_{g}/e-(\phi _{M}-\chi _{S})}其中{\displaystyle E_{g}}是禁带宽度，e是基本電荷。当穿越势垒的激发是热力学的，这一过程称为热发射。真实的接触中一个同等重要的过程既即为量子力学隧穿。WKB近似描述了最简单的包括势垒穿透几率与势垒高度和厚度的乘积指数相关的隧穿图像。对于电接触的情形，耗尽区宽度决定了厚度，其和内建场穿透入半导体内部长度同量级。耗尽层宽度{\displaystyle W}可以通过解泊松方程以及考虑半导体内存在的掺杂来计算:
{\displaystyle \nabla ^{2}V={\frac {\rho }{\epsilon }}}
在MKS单位制{\displaystyle \rho }是净电荷密度而{\displaystyle \epsilon }是介电常数。几何结构是一维的因为界面被假设为平面的。对方程作一次积分，我们得到
{\displaystyle {\frac {dV}{dx}}={\frac {\rho x}{\epsilon }}+C_{0}}
积分常数{\displaystyle C_{0}={\frac {-\rho W}{\epsilon }}}根据耗尽层定义为界面完全被屏蔽的长度。就有
{\displaystyle V(x)={\frac {\rho }{2\epsilon }}x^{2}-{\frac {\rho W}{\epsilon }}x+V_{bi}}
其中{\displaystyle V(0)=V_{bi}}被用于调整剩下的积分常数。这一{\displaystyle V(x)}方程描述了插图右手边蓝色的断点曲线。耗尽宽度可以通过设置{\displaystyle V(W)=0}来决定，结果为
{\displaystyle W={\sqrt {\frac {2\epsilon V_{bi}}{\rho }}}}
对于0 < x < W，{\displaystyle \rho =eN_{dopant}}是完全耗尽的半导体中离子化的施主和受主净电荷密度{\displaystyle N_{dopant}}以及{\displaystyle e}是电荷。{\displaystyle \rho }和{\displaystyle V_{bi}}对于n型半导体取正号而对于p型半导体取负号，n型的正曲率{\displaystyle V''(x)}和p型的负曲率如图所示。
从这个大概的推导中可注意到势垒高度（与电子亲和性和内建场相关）和势垒厚度（和内建场、半导体绝缘常数和掺杂密度相关）只能通过改变金属或者改变掺杂密度来改变。总之工程师会选择导电、非反应、热力学稳定、电学性质稳定且低张力的接触金属然后提高接触金属下方区域掺杂密度来减小势垒高度差。高掺杂区依据掺杂种类被称为{\displaystyle n^{+}}或者{\displaystyle p^{+}}。因为在隧穿中透射系数与粒子质量指数相关，低有效质量的半导体更容易被解除。另外，小禁带半导体更容易形成欧姆接触因为它们的电子亲和度（从而势垒高度）更低。
上述简单的理论预言了{\displaystyle \phi _{B}=\phi _{M}-\chi _{S}}，因此似乎可以天真的认为功函靠近半导体的电子亲和性的金属通常应该容易形成欧姆接触。事实上，高功函金属可以形成最好的p型半导体接触而低工函金属可以形成最好的n型半导体接触。不幸的是实验表明理论模型的预测能力并不比上述论断前进更远。在真实条件下，接触金属会和半导体表面反应形成具有新电学性质的复合物。界面处一层污染层会非常有效的增加势垒宽度。半导体表面可能会重构成一个新的电学态。接触电阻与界面间化学细节的相关性是导致欧姆接触制造工艺可重复性为如此巨大的制造挑战的原因。

## 實驗特性
特徵接觸電阻實驗上定義為J-V曲線在V=0處的斜率，J是電流密度:
{\displaystyle r_{c}=\left\{{\frac {\partial J}{\partial V}}\right\}_{V=0}^{-1}}.
接觸電阻的單位因此成為{\displaystyle \Omega -cm^{2}}，其中{\displaystyle \Omega }代表電阻單位歐姆。
接觸電阻可以通過比較帶有歐姆表的四探針測量（four-probe measurement）和簡單的兩探針測量結果來粗略估計。在兩探針測量中，測量電流導致同時跨越探針和接觸的勢降，從而這些元件的電阻與真是元間的電阻是串聯而不可分離的。在四探針測量中，一對探針用於注入測量電流同時另一對並聯的探針用於測量跨越器件的勢降。在四探針情形下，沒有通過電壓測量探針的勢降因而接觸電阻降並不包括其中。從兩極法和四極法推導的電阻差值是對接觸電阻合理準確的測量假設探針電阻足夠小而忽略不計。特性接觸電阻可以通過乘以接觸面積來得到。
隨著集成電路製備過程的發展，遠更複雜的接觸電阻測量被使用，最流行的方法即為傳輸線測量）（transmission line measurement）。傳輸線測量的基本思路是描繪類似接觸之間同寬不同長度的條狀電阻值。結果曲線的斜率是塊狀薄膜電阻率（resistivity）的函數而截距即為接觸電阻（resistance）。

## 欧姆接触的制备
欧姆接触制备是材料工程里研究很充分而不太有未知剩余的部分。可重复且可靠的接触制备需要极度洁净的半导体表面。例如，因为天然氧化物会迅速在硅表面形成，接触的性能会十分敏感地取决于制备准备的细节。
接触制备的基础步骤是半导体表面清洁、接触金属沉积、图案制造和退火。表面清洁可以通过溅射蚀刻、化学蚀刻、反应气体蚀刻或者离子研磨。比如说，硅的天然氧化物可以通过蘸氢氟酸（HF）来去除，而砷化镓（GaAs）则更具代表性的通过蘸溴化甲醇来清洁。清洁过后金属通过溅射、蒸发沉积或者化学气相沉积（CVD）沉积下来。溅射是金属沉积中比蒸发沉积更快且更方便方法但是等离子带来的离子轰击可能会减少表面态或者甚至颠倒表面电荷载流子的类型。正因为此更为平和且依然快速的CVD是更加为人所倾向的方法。接触的图案制造是通过标准平版照相术来完成的，比如剥落中接触金属是通过沉积于光刻胶层孔洞之中并稍后取出光刻胶来完成的。沉积后接触的退火能有效去除张力并引发有利的金属和半导体之间的反应。

## 技术角度上重要的接触类型
现代对硅的欧姆接触比如二硅化钛钨通常是CVD制作的硅化物。接触通常通过沉积过渡金属然后退火形成硅化物来制造且形成的硅化物通常为非化学计算的。硅化物接触也可通过直接溅射复合或者离子移植过渡金属来沉积并退火。铝是另一种可同时用于n型和p型半导体重要的硅接触金属，但並非所有n型硅和鋁都可以形成歐姆接觸，一般而言，n+型硅和鋁較能形成良好的歐姆接觸，與n型或n-型硅則形成schottky接觸，而一般n型硅，摻雜濃度在1016cm-3左右，先鍍Ti接觸硅再鍍上Ag形成歐姆接觸。连同使用其它的反应金属，铝接触通过消耗天然氧化物中的氧来形成。硅化物很大程度上取代了铝（Al）部分因为高折射材料不太倾向于扩散到不希望的地带，特别是在随后的高温处理过程中。
复合半导体接触的形成可以理解比硅接触更为复杂。比如说，砷化镓（GaAs）表面倾向于丢失砷而且这种砷丢失的趋势可以通过沉积金属而被可观的放大。另外，砷的易挥发性限制了沉积后退火时砷化镓器件的承受度。砷化镓及其他复合半导体的一种解决办法是沉积低禁带合金接触层与高掺杂层相对。例如，砷化镓自己比砷化铝镓（AlGaAs）有更小的禁带带宽 所以一层靠近它表面的砷化镓层能促进欧姆行为。总之相比之下，III-V和II-VI半导体欧姆接触技术比硅欧姆接触技术发展较缓。
| 材料           | 接触材料 |
| -------------- | --- |
| 硅（Si）       | 铝（Al），铝-硅，硅化钛（TiSi2），氮化钛（TiN），钨，硅化钼（MoSi2），硅化铂（PtSi），硅化钴（CoSi2），硅化钨（WSi2） |
| 锗（Ge）       | 铟（In），镓金合金（AuGa），锑金合金（AuSb）                                                                          |
| 砷化镓（GaAs） | 锗金合金（AuGe） （页面存档备份，存于），铅金（PdGe）， 钛Ti/铂Pt/金Au                                                |
| 氮化镓（GaN）  | Ti/Al/Ti/Au、Pd/Au |
| InSb           | In |
| ZnO            | InSnO2、Al |
| CuIn1-xGaxSe2  | 钼（Mo）, InSnO2 |
| HgCdTe         | 铟（In） |

透明或半透明接触对于主动矩阵液晶显示器LCD、光电器件诸如激光二极管（LD）、发光二极管（LED）及光电管是必要的。最流行的选择是氧化铟锡（ITO），一种通过在氧气环境下溅射铟-锡（In-Sn）靶形成的金属。

## 重要性
接触电阻相关联的RC时间常数会限制器件的频率响应。引线电阻的充电与放电高时钟速率的数字电子设备能量耗散的主要原因。接触电阻在非常见半导体制成的低频和模拟电路中通过焦耳热的形式导致能量耗散（比如太阳能电池）。金属接触制备方法的建立是任何新兴半导体科技发展的重要部分。金属接触的电迁移与分离成层也是电子器件寿命的限制因素之一。